# 城東 (臺北市)
城東是臺灣日治時期臺北市之地名，指臺北城（城內）之東，不是行政上的正式地名，但是仍可見官方使用。

## 概要
非行政上的正式地名，故無明確的界線。以行政區來看，大約包括後來的幸町、東門町、旭町、錦町、福住町以及大安，範圍大約是現在臺北市的中正區東部、大安區北部一帶。
1915年9月，臺北第二尋常小學校更名為臺北城東尋常小學校，即後來之旭小學校、旭國民學校，戰後改為東門國小。